# Becher Gale
Becher Robert Gale (ur. 14 kwietnia 1887 w Elora, zm. 24 sierpnia 1950 w Gravenhurst) – kanadyjski wioślarz i wojskowy, dwukrotny medalista olimpijski.
Wystąpił na igrzyskach olimpijskich w Londynie w 1908 roku, gdzie razem z Gordonem Balfourem, Geoffreyem Taylorem i Charlesem Riddym zdobył brązowy medal w czwórkach bez sternika. Wyprzedzili ich jedynie Brytyjczycy z osad Magdalen College Boat Club i Leander. Ponadto kanadyjska ósemka w składzie: Irvine Robertson, Joseph Wright, Julius Thomson, Walter Lewis, Gordon Balfour, Becher Gale, Charles Riddy, Geoffrey Taylor i Douglas Kertland zdobyła również brązowy medal. Na rozgrywanych cztery lata później igrzyskach olimpijskich w Sztokholmie wystartował w ósemkach, jednak Kanadyjczycy odpadli w eliminacjach.
Po wybuchu I wojny światowej wstąpił do Canadian Expeditionary Force, służąc w stopniu porucznika. Zdemobilizowany w 1919 roku w stopniu majora.